# Винторогий козёл
Винторогий козёл, или мархур (лат. Capra falconeri) — парнокопытное млекопитающее из рода горных козлов семейства полорогих (Bovidae). Видовое латинское название дано в честь шотландского ботаника Хью Фальконера (1808—1865). Название «мархур» происходит от персидских слов мар — «змея» и хур — «поедающий» и связано с верованиями жителей Афганистана, и Таджикистана, что винторогий козёл намеренно разыскивает змей и поедает их. Кроме того, они верили, что мясо этого животного способно нейтрализовать действие змеиного яда, а безоар, иногда обнаруживаемый в желудках козлов, может вытягивать яд из места укуса.

## Описание

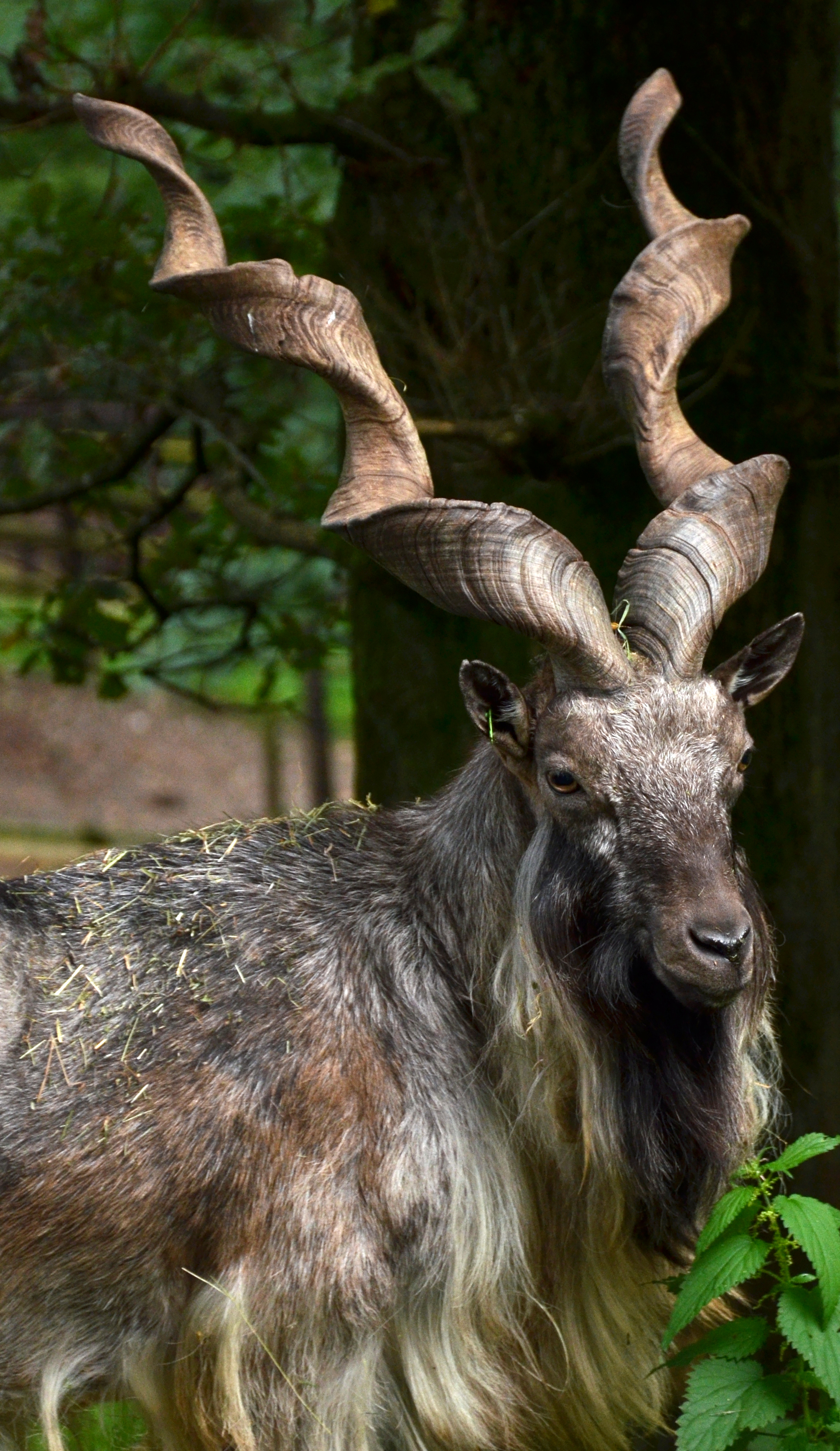

Название данного вида произошло от формы рогов, закручивающихся наподобие штопора или винта. У самцов на шее и груди подвес из удлинённых тёмных волос. Окраска шерсти обычно рыжевато-серая, у старых самцов — грязно-белая. Длина тела до 1,7 м, высота в холке 90 см, весит до 90 кг, реже более.
У самцов рога достигают 1,5 м и более, у самок же небольшие рожки 20-30 см длины.

## Ареал
Южная Азия: Западные Гималаи, Кашмир,Малый Тибет и Афганистан, а также горы по реке Пяндж, хребты Кугитангтау, Бабатаг и Дарвазский в Таджикистане. Образует несколько подвидов, отличающихся формой рогов. Винторогий козёл населяет крутые склоны ущелий, скалы и обрывы на высоте от 500 до 3500 метров, питаясь травой и листьями. Является родоначальником некоторых пород домашних коз.
Винторогий козёл — один из символов Пакистана, где известен как мархур («змееед»).

## Подвиды
В настоящее время выделяют 3 подвида винторогого козла:
- Capra falconeri falconeri — Раскинуторогий мархур[5], номинативный подвид, включает 2 формы: собственно falconeri — Асторский мархур[5], северный Пакистан, и cashmirensis — Кашмирский мархур[5], северо-восточный Афганистан, северный Пакистан и прилегающие районы северной Индии[5];
- Capra falconeri heptneri — Таджикский мархур[5], или Бухарский мархур[5], крайний восток Туркменистана и юго-восток Узбекистана, территория между реками Пяндж и Вахш на юго-западе Таджикистана и прилегающие районы северо-восточного Афганистана[5]; включает форму ognevi — Туркменский мархур[5], обитающую на хребте Кугитангтау[1];
- Capra falconeri megaceros — Пряморогий мархур[5], включает 2 формы: собственно megaceros — Кабульский мархур[5], восток Афганистана (провинции Кабул и Каписа), центрально-западный Пакистан[5], и jerdoni — Сулейманский мархур[5], Сулеймановы горы и прилегающие районы в центрально-западном Пакистане[5].

## Охрана
Некоторые формы винторогого козла находится под угрозой исчезновения, занесены в региональные красные книги, в том числе в Красную книгу Таджикистана (2017 год). Охраняется на территории нескольких заповедников и национальных парков, в том числе в национальном парке Казинаг.

## Фото

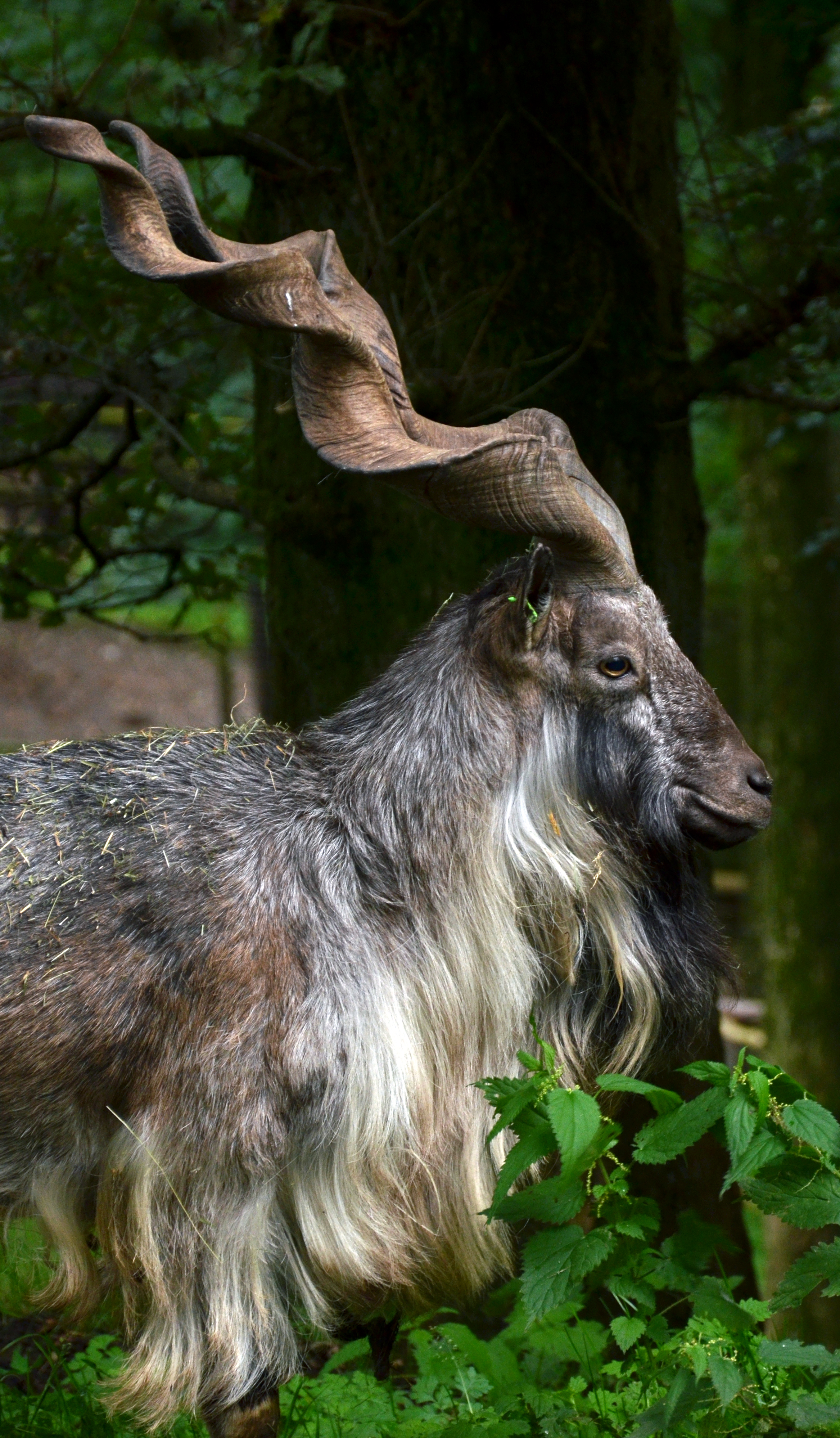
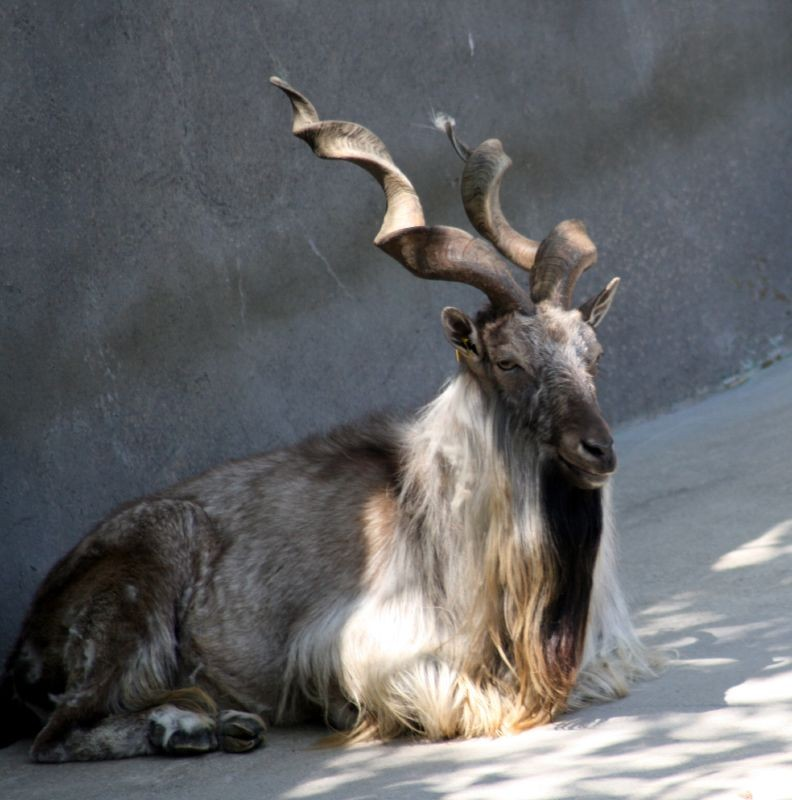
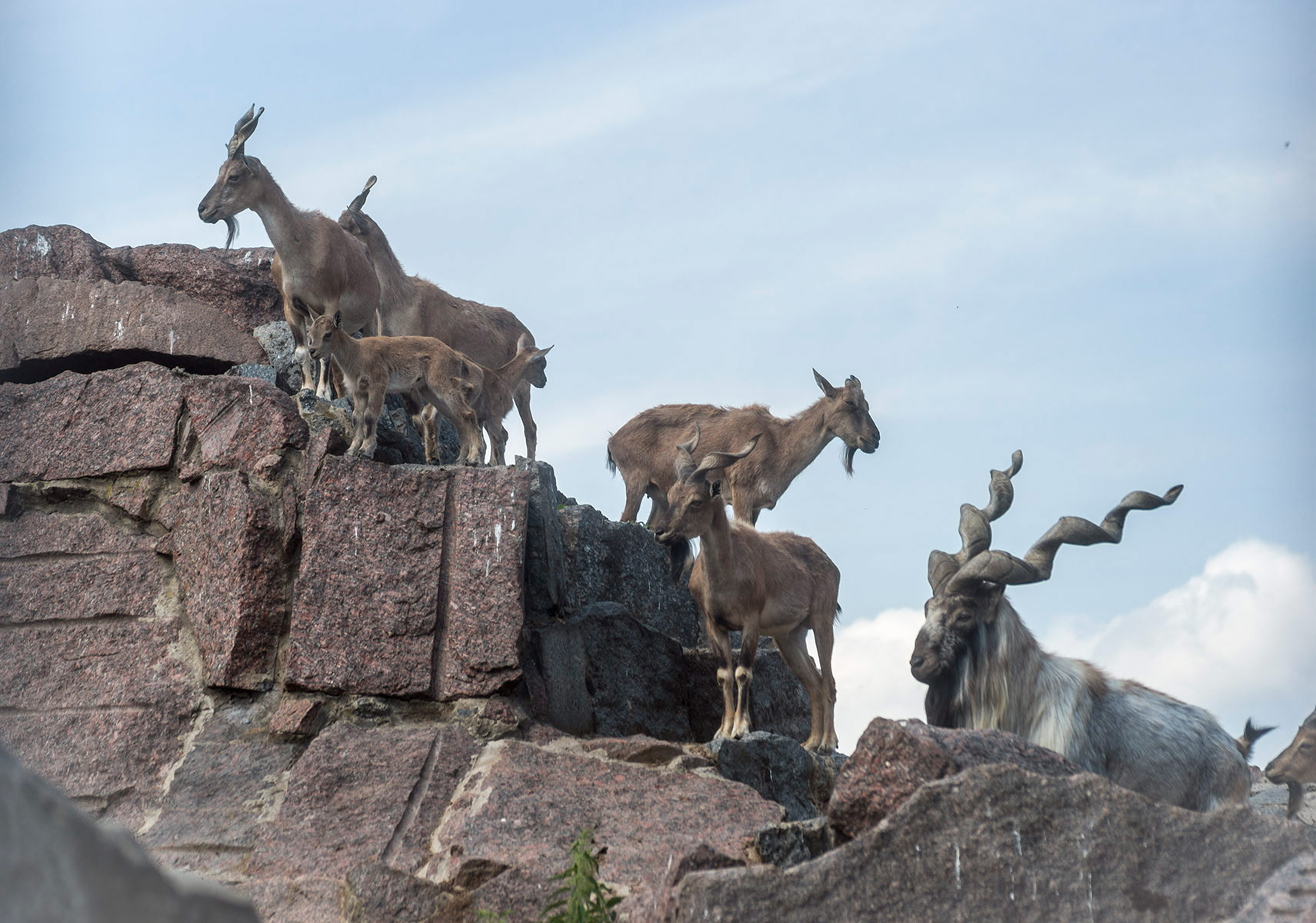
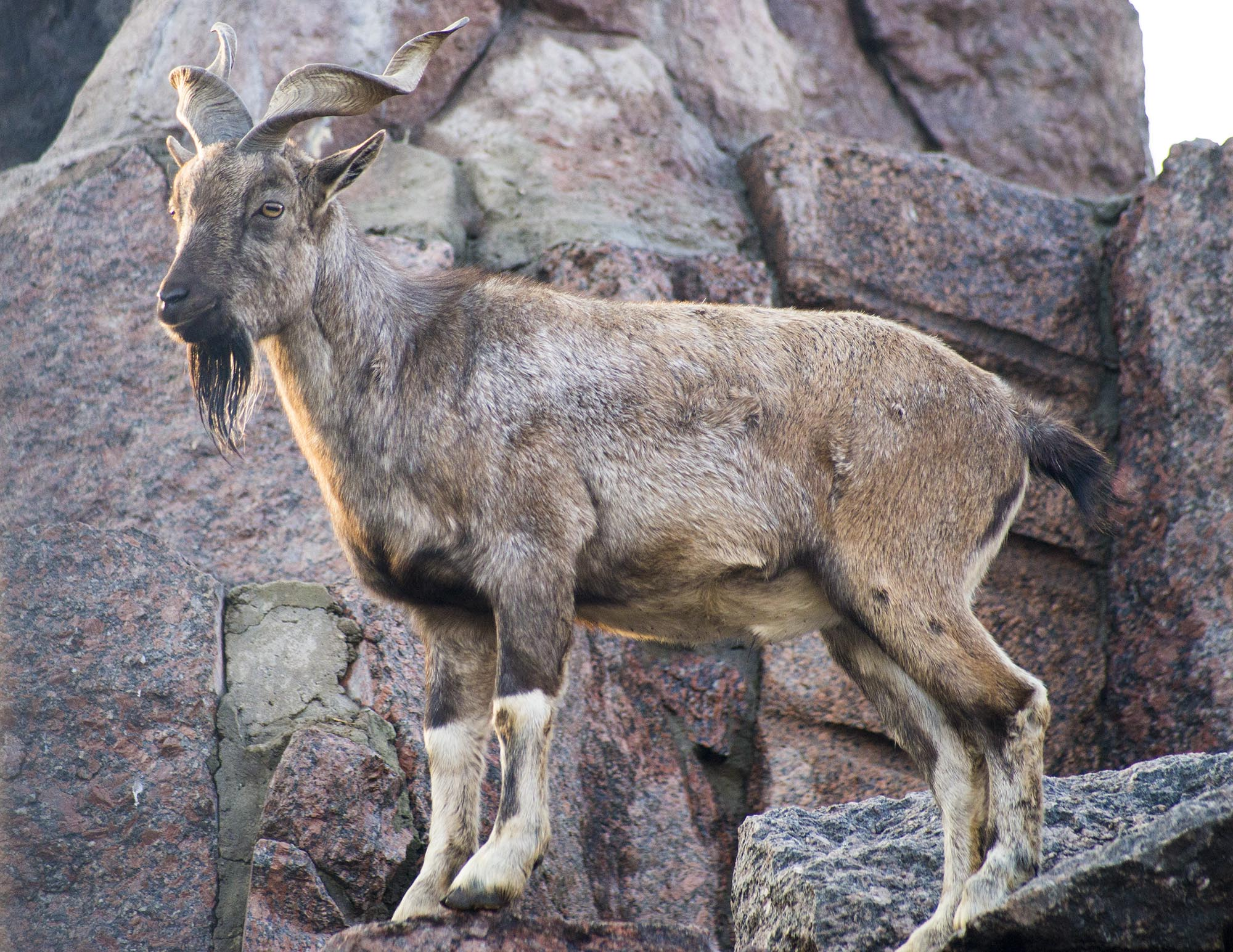
Мархур в Московском зоопарке
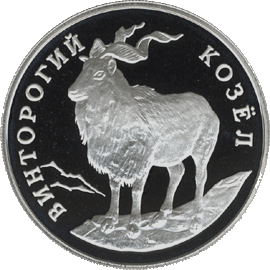
Винторогий козёл. Монета Банка России — Серия: «Красная книга», серебро, 1 рубль, 1993 год